# Слівиця
Слівиця (пол. Śliwica, нім. Nahmgeist) — село в Польщі, у гміні Рихлики Ельблонзького повіту Вармінсько-Мазурського воєводства.
Населення — 138 осіб (2011).
У 1975-1998 роках село належало до Ельблонзького воєводства.

## Демографія
Демографічна структура станом на 31 березня 2011 року:
|          | Загалом | Допрацездатний вік | Працездатний вік | Постпрацездатний вік |
| -------- | ------- | ------------------ | ---------------- | -------------------- |
| Чоловіки | 78      | 23                 | 50               | 5                    |
| Жінки    | 60      | 15                 | 30               | 15                   |
| Разом    | 138     | 38                 | 80               | 20                   |